# Бузо, Ренато
Ренато Бузо (итал. Renato Buso; род. 19 декабря 1969, Тревизо, Венеция) — итальянский футболист, играл на позиции полузащитника и нападающего. По завершении игровой карьеры — футбольный тренер.
Выступал, в частности, за клубы «Ювентус» и «Наполи», а также олимпийскую сборную Италии.

## Клубная карьера
Родился 19 декабря 1969 года в городе Тревизо. Воспитанник футбольной школы клуба «Монтебеллуна», где и начал профессиональную карьеру в Серии С2.
Своей игрой за эту команду привлёк внимание представителей тренерского штаба клуба «Ювентус», к составу которого присоединился в 1985 году. Сыграл за «старую сеньору» следующие четыре сезона своей игровой карьеры. За это время завоевал титул чемпиона Италии, однако на протяжении всего времени был лишь запасным форвардом: сначала для Альдо Серены, затем для Иана Раша, а с 1988 года — для Алессандро Альтобелли, однако в основе так и не смог закрепиться.
В 1989 году Бузо перешёл в «Фиорентину», однако и здесь не был основным игроком, проиграв конкуренцию Роберто Баджо, а после его ухода и аргентинскому форварду Оскару Дертисия. Несмотря на это Бузо сыграл в финале Кубка УЕФА против своего бывшего клуба «Ювентуса» и даже забил гол, однако команда проиграла 1:3. А в следующем году Ренато принял участие в матче на Суперкубок Италии против столичной «Ромы» и помог своей команде завоевать трофей.
В 1991 году Бузо за 4,6 млрд лир перешёл в «Сампдорию». Правда, и здесь был на замене у легенд клуба Джанлуки Виалли и Роберто Манчини.
В 1993 году заключил контракт с клубом «Наполи», который заплатил за игрока 3,5 млрд лир. В составе неаполитанцев провёл следующие три года своей карьеры игрока. Большую часть времени, проведённого в составе «Наполи», был основным игроком команды.
В сезоне 1996/97 играл за «Лацио», после чего играл за «Пьяченцу» и «Кальяри».
Завершил профессиональную игровую карьеру в клубе «Специя», за команду которого выступал в течение 2001—2004 годов в Серии С1.

## Выступления за сборные
На протяжении 1987—1992 годов привлекался в состав молодёжной сборной Италии. Вместе с командой участвовал в молодёжных Евро-1990, где команда дошла до полуфинала, и Евро-1992, на котором Бузо забил в обоих полуфинальных матчах и в финальной игре и принёс итальянцам победу на турнире, а сам с тремя голами стал лучшим бомбардиром турнира. Всего на молодёжном уровне сыграл в 25 официальных матчах, забил 9 голов.
В 1992 году защищал цвета олимпийской сборной Италии на футбольном турнире Олимпийских игр 1992 года в Барселоне, где дошёл с командой до четвертьфинала.

## Карьера тренера
Начал тренерскую карьеру сразу же по завершении карьеры игрока, в 2004 году, войдя в тренерский штаб «Специи», где работал два года.
2006 года возглавил клуб «Сарцанезе» из Серии D, где проработал один год, после чего вернулся к штабу «Специи».
С 2008 по 2011 год работал с молодёжной и дублирующей командой «Фиорентины» и выиграл с ней в 2011 году молодёжный Кубок Италии.
20 июня 2011 года Бузо покинул «Фиорентину» и 17 ноября стал главным тренером клуба «Гаворрано», где работал до 14 апреля 2013 года, после чего покинул клуб из-за неудовлетворительных результатов.
12 ноября 2013 он вошёл в штаб «Кьево» в роли технического консультанта главного тренера Эудженио Корини, вместе с которым и покинул клуб в следующем году.

## Титулы и достижения

### Как игрока
- Чемпион Италии (1):

«Ювентус»: 1985/86
- Обладатель Суперкубка Италии (1):

«Сампдория»: 1991